# باربارا لی (بازیگر)
باربارا لی (انگلیسی: Barbara Leigh؛ زادهٔ ۱۶ نوامبر ۱۹۴۶) هنرپیشه، مدل اهل ایالات متحده آمریکا است. وی بین سال‌های ۱۹۶۹ تا ۱۹۷۹ میلادی فعالیت می‌کرد.
از فیلم‌ها یا برنامه‌های تلویزیونی که وی در آن نقش داشته‌است می‌توان به جونیور بانر اشاره کرد.